# Предаване (телекомуникации)
 Тази статия е за техническия процес.  За медийното значение вижте Телевизионно предаване.  
Предаването в телекомуникациите е процес на изпращане, разпространение и получаване на аналогови или цифрови информационни сигнали през физическа преносна среда, като това може да става от точка до точка или от точка до много точки, независимо от това дали тази среда е жична или безжична. Един от примерите за предаване е изпращането на сигнал с ограничена продължителност, например пакет от данни, телефонно обаждане или писмо по електронна поща. Използваните технологии и схеми най-често са свързани с функции в протоколите на физическия слой като модулация, демодулация, кодиране, мултиплексиране, но може да касаят и по-високите слоеве, например цифровизация на аналогови сигнали и компресиране.
Предаването на съобщения или сигнали в цифров вид се нарича цифрова комуникация.